# Project MUSE
Project MUSE — некоммерческое сотрудничество между библиотеками и издателями, представляет собой онлайн-базу данных рецензируемых академических журналов и электронных книг. Проект MUSE содержит материалы по цифровым гуманитарным и общественным наукам из более чем 250 университетских изданий и научных обществ со всего мира. Это агрегатор цифровых версий академических журналов, все из которых свободны от управления цифровыми правами (DRM). Он работает как сторонняя служба приобретения, такая как EBSCO, JSTOR, OverDrive и ProQuest. 
Коллекции онлайн-журналов MUSE доступны по подписке в академических, публичных, специальных и школьных библиотеках. В настоящее время на нее подписано более 2500 библиотек по всему миру. Коллекции электронных книг стали доступны для институциональной покупки в январе 2012 года. На платформе доступны тысячи научных книг.

## История
Проект MUSE был основан в 1993 году как совместный проект издательства Университета Джонса Хопкинса и Библиотеки Милтона С. Эйзенхауэра в Университете Джонса Хопкинса. Благодаря грантам Фонда Эндрю У. Меллона и Национального фонда гуманитарных наук проект MUSE был запущен онлайн вместе с JHU Press Journals в 1995 году. Начиная с 2000 года журналы других научных издательств были интегрированы в онлайн-коллекции MUSE. Дополнительные издатели добавляли журналы каждый последующий год. В январе 2012 года был запущен новый интерфейс, который объединил текущую коллекцию журналов с электронными книгами, опубликованными членами Консорциума университетской прессы (UPCC).
Платформа работает на базе поисковой утилиты WAIS под названием SWISH (Простая система веб-индексирования для людей), которая позволяет выполнять логический поиск в отдельных выпусках, томах или во всех более чем 40 заголовках. В случаях, когда в статьях имеются сноски, номер сноски представляется в виде гиперссылки на библиографию статьи или раздел примечаний.

## Журналы
Проект MUSE предлагает многоуровневую структуру ценообразования для удовлетворения бюджетных и исследовательских потребностей учреждений-подписчиков. 
Подписчики могут выбирать из четырех междисциплинарных коллекций журналов, а также двух обширных коллекций дисциплин по гуманитарным или общественным наукам. Контент сгруппирован по семнадцати междисциплинарным областям исследования: регионоведение и этнические исследования; Искусство и архитектура; Писательское творчество; Образование; кино, театр и исполнительское искусство; история; язык и лингвистика; Библиотечное дело и издательское дело; Литература; Медицина и здоровье; Музыка; философия; религия; наука, технология и математика; Социальные науки; Исследования по периодам времени; Женские исследования, гендер и сексуальность.
Проект MUSE является единственным источником полнотекстовых версий названий журналов ряда университетских изданий и научных обществ. Журналы публикуются в электронном виде одновременно с их печатными аналогами и остаются постоянно доступными в базе данных. Библиотеки-подписчики не обязаны поддерживать печатную подписку на те же журналы, к которым они обращаются через Project MUSE. Хотя большая часть содержания журнала состоит из текущих публикаций, архивные выпуски многих из его журналов регулярно добавляются в базу данных. Доступно более 600 журналов из более чем 250 университетских издательств и научных издательств. Из более чем 600 журналов в базе данных более 100 включают полные прогоны.
Предоставляется ряд ресурсов, включая учебные пособия, учебные материалы и предметные руководства. Конечные пользователи имеют возможность осуществлять поиск в базе данных и, если они связаны с учреждением-подписчиком, немедленно извлекать контент в 100% полнотекстовых форматах PDF или HTML. Полное содержание каждого журнала доступно в базе данных, включая все диаграммы, графики и изображения. MUSE поддерживает различные инструменты исследований и открытий, такие как социальные закладки, функции управления цитированием и RSS - каналы. Лицензии на подписку позволяют неограниченный одновременный доступ к своему контенту, а также возможность извлекать контент через межбиблиотечный абонемент.

## Книги
При поддержке двух грантов от Фонда Эндрю У. Меллона в 2009 году был создан Консорциум электронных книг университетского издательства (UPeC) для изучения возможности и последующей разработки инициативы университетской прессы по выпуску электронных книг, которая уравновесила бы интересы как издательского, так и библиотечного сообщества. Весной 2011 года UPeC объявил о своем партнерстве с Project MUSE, и был создан Консорциум университетской прессы (UPCC) по книжным коллекциям проекта MUSE. Книжные коллекции UPCC, запущенные в январе 2012 года, состоят из тысяч рецензируемых названий книг из крупных университетских издательств и соответствующих научных издательств. Коллекции книг полностью интегрированы с коллекциями электронных журналов MUSE, что позволяет пользователям выполнять поиск по книгам и журналам одновременно или ограничивать поиск по типу контента. В 2016 году он запустил инициативу по созданию платформы открытого доступа, которая также оцифровывала распроданные научные книги в рамках проекта MUSE Open. 
Весь контент печатных изданий электронных книг является полнотекстовым, доступным в формате PDF и полностью доступным для поиска и извлечения на уровне глав. Управление цифровыми правами (DRM) не подключено, что позволяет пользователям печатать, копировать, загружать и сохранять контент. Книги, имеющиеся в сборниках, содержат актуальные издания, выходящие одновременно в виде их печатных версий.
Книжные коллекции UPCC по проекту MUSE включают ряд современных научных изданий в области гуманитарных и социальных наук. Книги доступны для покупки по дате публикации или через четырнадцать тематических коллекций: археология и антропология; Экология и эволюция; классические исследования; кино, театр и исполнительское искусство; глобальные культурные исследования; Высшее образование; история; язык и лингвистика; Литература; Философия и религия; Психология; Поэзия, художественная литература и творческая документальная литература; Политология и политические исследования; Региональные исследования США. Кроме того, доступны восемь коллекций региональных исследований: африканская, американская, азиатско-тихоокеанская, еврейская, латиноамериканская и карибская, ближневосточная, коренных американцев и коренных народов, а также российская и восточноевропейская.
Учреждениям доступны два варианта подписки, предоставляющие только доступ (без владения). Текущая подписка предоставляет доступ ко всем книгам UPCC в MUSE, опубликованным или подлежащим публикации в текущем году или за два предыдущих года; Архивная подписка предоставляет доступ ко всем книгам UPCC, изданным более чем за три года до этого.
В ноябре 2012 года Project MUSE и YBP Library Services заключили партнерство для продажи отдельных названий книг Консорциума университетской прессы (UPCC) на платформе MUSE.